# Lan Bale
Pour les articles homonymes, voir Bale.
Lan Bale, né le 7 septembre 1969 à Pietermaritzburg, est un ancien joueur de tennis sud-africain professionnel.

## Palmarès

### Titres en double messieurs
| No | Date       | Nom et lieu du tournoi                               | Catégorie    | Dotation  | Surface      | Partenaire            | Finalistes                     | Score         |          |
| -- | ---------- | ---------------------------------------------------- | ------------ | --------- | ------------ | --------------------- | ------------------------------ | ------------- | -------- |
| 1  | 29-03-1993 | South African Open Durban                            | World Series | 275 000 $ | Dur (ext.)   | Byron Black           | Johan de Beer Marcos Ondruska  | 7-6, 6-2      |          |
| 2  | 09-05-1994 | America's Red Clay Tennis Championship Coral Springs | World Series | 215 000 $ | Terre (ext.) | Brett Steven          | Ken Flach Stéphane Simian      | 6-3, 7-5      |          |
| 3  | 10-10-1994 | Israel Open Tel Aviv                                 | World Series | 250 000 $ | Dur (ext.)   | John-Laffnie de Jager | Jan Apell Jonas Björkman       | 6-7, 6-2, 7-6 |          |
| 4  | 29-04-1996 | BMW Open Munich                                      | World Series | 400 000 $ | Terre (ext.) | Stephen Noteboom      | Olivier Delaitre Diego Nargiso | 4-6, 7-6, 6-4 | Parcours |

### Finales en double messieurs
| No | Date       | Nom et lieu du tournoi                       | Catégorie    | Dotation  | Surface      | Vainqueurs                       | Partenaire            | Score    |  |
| -- | ---------- | -------------------------------------------- | ------------ | --------- | ------------ | -------------------------------- | --------------------- | -------- |  |
| 1  | 26-09-1994 | Davidoff Swiss Indoors Basel Bâle            | World Series | 775 000 $ | Dur (int.)   | Patrick McEnroe Jared Palmer     | John-Laffnie de Jager | 6-3, 7-6 |  |
| 2  | 06-07-1998 | Swedish Open Båstad                          | Int' Series  | 315 000 $ | Terre (ext.) | Magnus Gustafsson Magnus Larsson | Piet Norval           | 6-4, 6-2 |  |
| 3  | 04-10-1999 | Campionati Internazionali di Sicilia Palerme | Int' Series  | 325 000 $ | Terre (ext.) | Mariano Hood Sebastián Prieto    | Alberto Martín        | 6-3, 6-1 |  |
| 4  | 28-02-2000 | Chevrolet Cup Santiago                       | Int' Series  | 350 000 $ | Terre (ext.) | Gustavo Kuerten Antonio Prieto   | Piet Norval           | 6-2, 6-4 |  |

## Parcours en Grand Chelem

### En double mixte
| Année | Open d'Australie             | Open d'Australie                | Roland-Garros                 | Roland-Garros             | Wimbledon                        | Wimbledon                | US Open | US Open |
| 1995  | 2e tour (1/8) Amanda Coetzer | Lindsay Davenport Grant Connell | 2e tour (1/16) Amanda Coetzer | Yayuk Basuki Kenny Thorne | 1er tour (1/32) Meredith McGrath | Linda Wild Brian MacPhie | -       | -       |

Sous le résultat, la partenaire ; à droite, l'ultime équipe adverse.